# Ellighofen (Attenweiler)
Ellighofen ist ein Ortsteil der Gemeinde Attenweiler im Landkreis Biberach in Baden-Württemberg. Der Weiler liegt circa zweieinhalb Kilometer nördlich von Attenweiler.
Ellighofen wurde als Teil der Gemeinde Oggelsbeuren am 1. Januar 1975 durch die Vereinigung der Gemeinden Attenweiler, Oggelsbeuren und Rupertshofen zu Attenweiler eingemeindet.
Der Ort wurde um 1400 erstmals als „Ellenkowen“ erwähnt. Ellighofen war wohl immer Zubehör von Oggelsbeuren.

## Sehenswürdigkeiten
- Kapelle, erbaut 1870